# Hephialtes ruber
Hephialtes ruber är en skalbaggsart som först beskrevs av Carl Peter Thunberg 1822.  Hephialtes ruber ingår i släktet Hephialtes och familjen långhorningar.
Artens utbredningsområde är Guadeloupe. Inga underarter finns listade i Catalogue of Life.